# Volo Utair 471
Il volo UTair 471 era un volo passeggeri regionale tra Surgut e Belgorod con scalo intermedio a Samara, in Russia. Il 17 marzo 2007, il Tupolev Tu-134 che operata la rotta subì gravi danni strutturali durante un brusco atterraggio all'aeroporto di Samara Kurumoch. Dei 50 passeggeri e 7 membri dell'equipaggio a bordo, 6 persone persero la vita e 20 rimasero ferite nella distruzione del velivolo.

## L'incidente
L'aereo stava atterrando all'aeroporto di Samara Kurumoch, quando toccò terra a circa 400 metri dalla pista nel mezzo di una fitta nebbia, rimbalzando e ribaltandosi. Morirono sei persone e rimasero feriti almeno in 20. L'incidente avvenne intorno alle 10:45 ora locale (06:45 GMT), ma incredibilmente l'aereo non prese fuoco.
Almeno 23 persone furono ricoverate nelle strutture sanitarie di Samara e nella vicina Togliatti, sei delle quali in gravi condizioni. Altri sei occupanti rimasero intrappolati tra le macerie per un totale di tre ore prima di essere liberati dai soccorritori. Altre 23 persone ebbero bisogno di cure psicologiche.

## Le indagini
Le autorità competenti avviarono immediatamente un'indagine. Gli investigatori dichiararono di aver recuperato il registratore di suoni della cabina di pilotaggio e il registratore dei dati di volo il giorno stesso dell'incidente, e di averli studiati per determinarne la causa. I pubblici ministeri indaganti sull'incidente a Samara affermarono che le cause più probabili erano da ricercare nel maltempo e nell'errore del pilota.
L'analisi iniziale del registratore dei dati di volo suggeriva che l'aereo non presentava alcun malfunzionamento tecnico evidente prima dell'incidente. Il comitato per l'aviazione interstatale della Russia, il MAK, dichiarò che una valutazione preliminare mostrava entrambi i motori funzionanti fino al momento dell'impatto. L'aereo era configurato per l'atterraggio, con il carrello abbassato e i flap estesi a 30 gradi, e non erano scoppiati incendi o altri danni durante il volo.
Secondo i risultati dell'indagine ufficiale del MAK, l'incidente poteva essere imputato sia ai servizi aeroportuali, che non avevano informato il pilota della scarsa visibilità a causa di problemi organizzativi, sia al pilota, che non aveva fornito le giuste informazioni sulla sua traiettoria durante l'atterraggio e, di conseguenza, non aveva deciso di interrompere l'atterraggio e di effettuare una riattaccata nel momento in cui avrebbe dovuto farlo.

## La reazione di UTair
Poche ore dopo l'incidente, UTair rilasciò una dichiarazione in cui diceva che l'aereo era in buone condizioni tecniche e che probabilmente era stata la nebbia a causare lo schianto. La compagnia affermava anche che l'equipaggio era ben qualificato e dotato di una lunga esperienza di volo. In seguito alla tragedia versò l'equivalente di 75 000 dollari americani alle famiglie di ogni occupante deceduto.

## Accusa
Il comandante e il copilota dell'aereo vennero entrambi processati presso un tribunale regionale di Samara con l'accusa di negligenza per aver causato la morte di due o più persone. Il pilota venne condannato a sei anni di reclusione e il copilota a due anni, ma le condanne vennero sospese poco tempo dopo.